# Aniela Krzyżanowska
Aniela Krzyżanowska z Leśkiewiczów (ur. 1883, zm. 1958) – polska działaczka społeczna i kobieca.

## Działalność
W sierpniu 1914 wraz z Natalią Steinową zorganizowała kobiecy Tymczasowy Komitet Pomocniczy działający na rzecz oddziałów strzeleckich a następnie Legionów. Była także członkinią założonego 8 sierpnia 1914 Komitetu Obywatelskiego Polskiego Skarbu Wojskowego. Od 1915 działaczka krakowskiego koła Ligi Kobiet Galicji i Śląska. Członkini i jedna z dwóch sekretarek Naczelnego Zarządu (1915–1918) oraz przedstawicielka Ligi Kobiet przy Departamencie Organizacyjnym Naczelnego Komitetu Narodowego (1915–1916). Podzielała poglądy przewodniczącej Ligi i lojalnie współpracowała z Zofią Moraczewską. W latach 1916–1917 członkini Kółka Lewicowego Kobiet w Krakowie. Uczestniczyła z ramienia LKGiŚ w zjazdach Ligi Kobiet Pogotowia Wojennego – w Piotrkowie (8–9 maja 1915), Radomiu (styczeń 1916), Piotrkowie (24–26 sierpnia 1916) i Warszawie (25–28 czerwca 1917). W latach 1917–1919 członkini komitetu organizacyjno-redakcyjnego oraz autorka tekstów zamieszczanych w tygodniku „Na Posterunku” – organu prasowego lig kobiecych Królestwa i Galicji.
W niepodległej Polsce działaczka Ligi Kobiet Polskich oraz oddziału krakowskiego Klubu Politycznego Kobiet Postępowych. Po przewrocie majowym opowiedziała się za sanacją. Od 1928 działaczka Związku Pracy Obywatelskiej Kobiet, w którym była członkiem Zarządu Naczelnego. Pochowana w grobowcu rodzinnym męża na cmentarzu Rakowickim w Krakowie.

## Życie prywatne
Aniela była córką Władysława Leśkiewicza i Barbary z domu Wyhowskiej, oraz siostrą Wandy primo voto Bilewskiej secundo voto Norwid-Neugebauer. Od 1904 żona Mariana Krzyżanowskiego, księgarza krakowskiego, z którym miała córkę Barbarę (1907–1988) i syna Jerzego (1912–1929).